# Hütten- und Bergwerke Rheinhausen

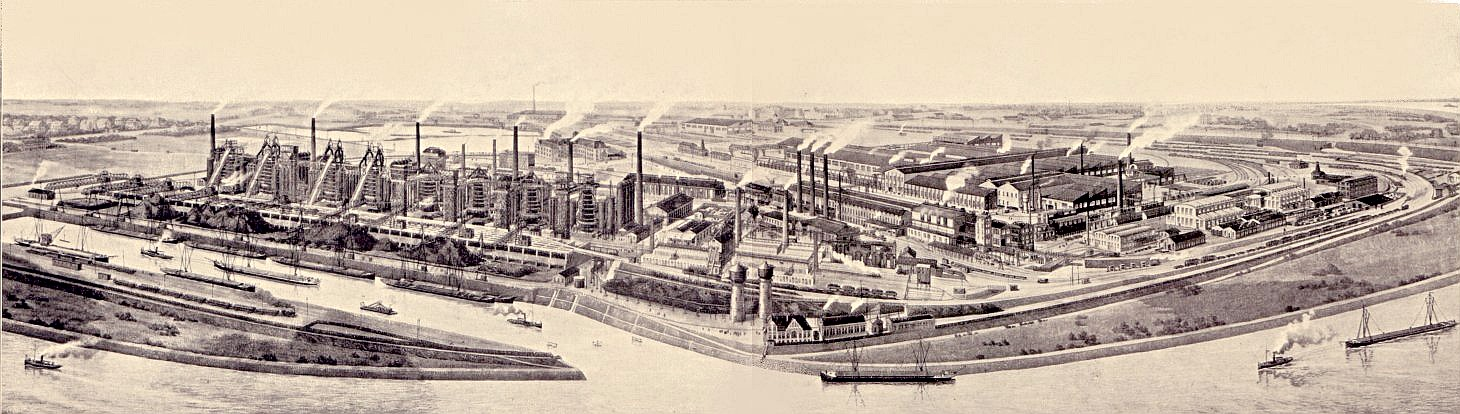
Krupp Hüttenwerke Rheinhausen Anfang des 20. Jahrhunderts

Das Hüttenwerk Rheinhausen war ein Hüttenwerk der Firma Krupp in Rheinhausen am Niederrhein, das seit 1975 ein Stadtbezirk von Duisburg ist. Das Werk firmierte von 1953 bis 1965 als Hütten- und Bergwerke Rheinhausen AG und nach der Fusion mit dem Bochumer Verein als Teil der Krupp Stahl AG. 1990 wurde es schließlich in die Hüttenwerke Krupp Mannesmann eingebracht und 1993 endgültig geschlossen.

## Geschichte

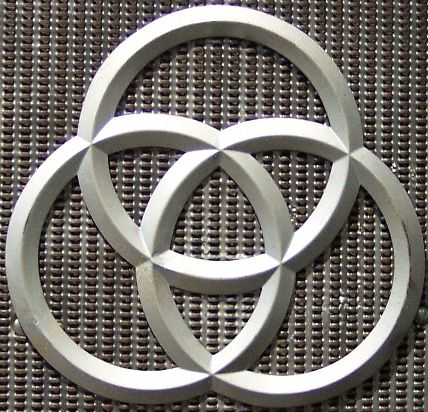
Die Krupp-Ringe

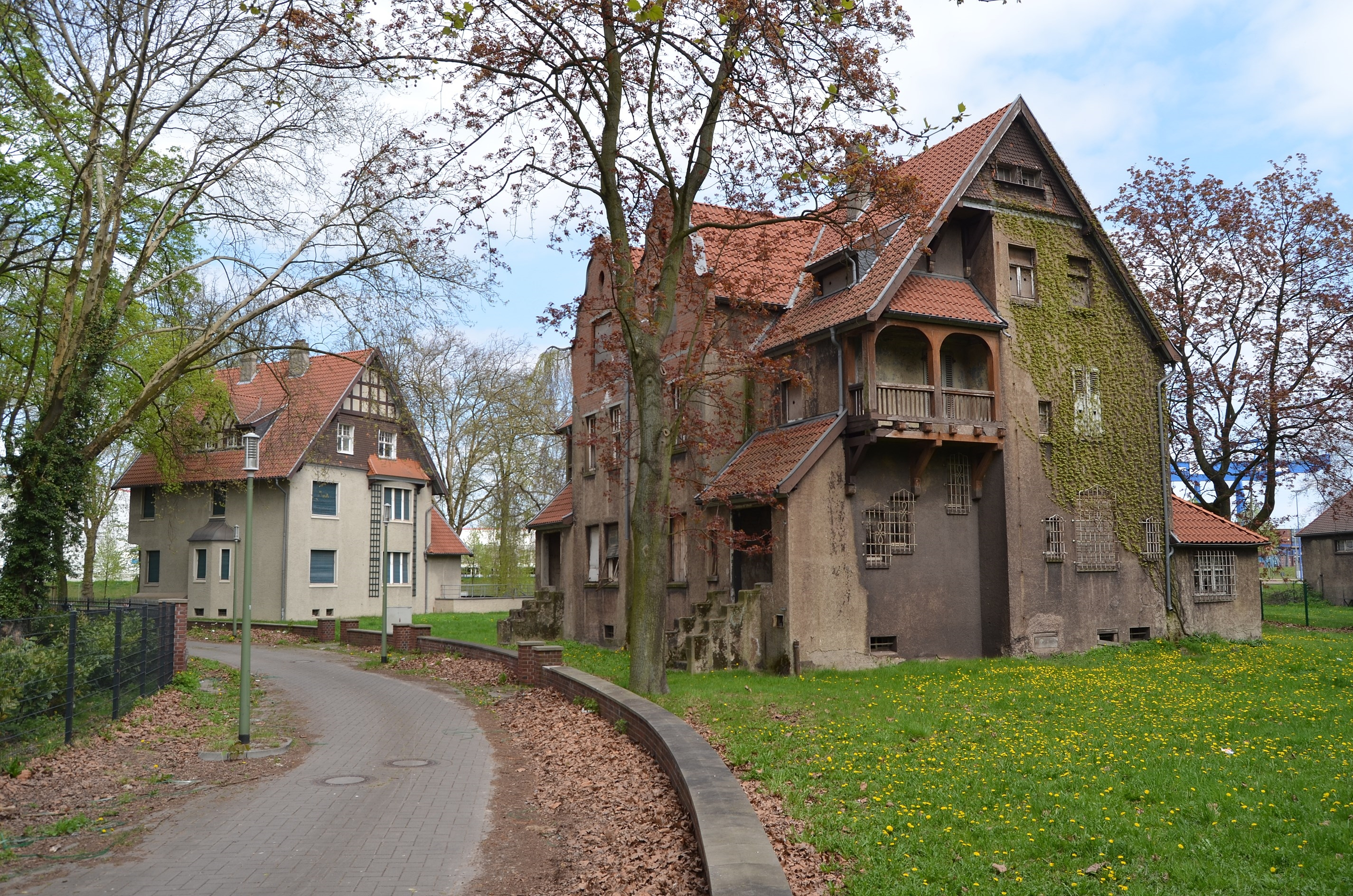
Beamtensiedlung Bliersheim

### Vom Anfang bis zum Ersten Weltkrieg
Auf Initiative von Friedrich Alfred Krupp wurden im Jahre 1893 die Planungen für ein neues Hüttenwerk aufgenommen. Den Ausschlag für die Wahl Rheinhausens hatten zweifellos seine Lage am Niederrhein, die vorhandenen Bahnverbindungen und die Kohlebergwerke in Moers und Homberg gegeben. Der damalige Leiter des technischen Büros, Karl Heinrich Gisbert Gillhausen, projektierte 1894 eine Hochofenanlage mit fünf Öfen, ein Thomaswerk mit drei Konvertern, ein Blockwalzwerk, eine Schienen-, Schwellen- und Knüppelstraße und die notwendigen Nebenanlagen.
Nach dem symbolischen ersten Spatenstich am 15. Oktober 1895 begannen im April 1896 die Bauarbeiten. Bereits am 18. und 19. Dezember 1897 wurden die ersten beiden Hochöfen angeblasen, der dritte folgte am 28. November 1898. Hiermit war die erste Ausbaustufe vollendet. Die Hochöfen waren jeweils 23 Meter hoch und standen 60 Meter voneinander entfernt. Sie hatten je 400 Kubikmeter Inhalt und konnten jeweils 200 Tonnen Bessemer und Hämatit-Roheisen produzieren. Der Hochofen 4 wurde am 7. Juni 1904 angeblasen, die Hochöfen 5 und 6 wurden 1905 in Betrieb genommen, die restlichen Hochöfen 7 bis 10 folgten in den Jahren 1907 bis 1913. Damit stieg die Gesamterzeugung von Rohstahl auf das Vierfache der ursprünglichen Planung, von 303.000 auf 1.138.000 Tonnen. Das Werksgelände umfasste 255 Hektar und wurde bis 1913 auf 382 Hektar erweitert.
Zwei Siemens-Martin-Öfen mit je 25 Tonnen Kapazität begannen 1900 mit einem Probebetrieb, wurden 1907 um zwei weitere Öfen von je 40 Tonnen erweitert.
Mit vier Konvertern und einem Roheisenmischer begann im Januar 1905 das Thomasstahlwerk mit seiner Produktion. Es wurde bis zum Ersten Weltkrieg um zwei weitere Konverter und einen Mischer erweitert. Die Konverter hatten ein Fassungsvermögen von je 25 t, die Mischer von 500 t. Die Produktion des Thomaswerkes stieg von 312.000 t im Jahr 1906 auf 680.000 t im Jahr 1913.
Im Jahr 1905 begann auch die Produktion von Eisenbahnschienen. Weitere Betriebsteile wurden eröffnet: Benzol- und Brikettfabrik, Drahtstraße seit 1904 und Zementwerk 1912, Schlackensteinfabrik 1921. Die werkseigene Kokerei bestand aus zwei Gruppen à 60 Öfen mit einer Gesamtverkokung von täglich 800 Tonnen, sie wurde im Jahr 1911/1912 auf 180 Öfen erweitert. Das Koksofengas wurde mit dem Gas der Hochöfen zur Heizung und Krafterzeugung genutzt. Im Jahre 1912 nahm das Drahtwalzwerk den Betrieb auf. Es war für eine Jahresproduktion von 100.000 t Walzdraht vorgesehen.
In den Jahren vor dem Ersten Weltkrieg galt das Werk als das größte Europas. Die Produkte umfassten Schienen, Stab- und Profilstahl, Halbzeug, Schwellen und Walzdraht. 1.138 Millionen Jahrestonnen Roheisen konnten produziert werden.
1913 wurde mit dem Bau eines zweiten Martinwerks begonnen, das mit kippbaren Öfen eingerichtet wurde. In seinem Endausbau während des Ersten Weltkrieges hatte das Werk zehn Hochöfen, zwei Schachtöfen, zwei große Kupolöfen, das Thomasstahlwerk mit sechs Konvertern, zwei Martinstahlwerke mit zusammen acht Öfen und das Walzwerk; außerdem seit Dezember 1907 eine Eisenbauwerkstätte für Brücken- und Eisenhochbauten, aus der eine eigenständige Firma, die „Fried. Krupp Maschinen- und Stahlbau Rheinhausen“, später „Krupp Industrietechnik“, hervorging. Das Gebäude der Eisenbauwerkstätte war vor seiner Errichtung auf dem Krupp-Gelände als Krupp-Pavillon auf der Düsseldorfer Industrieausstellung im Jahre 1902 zu sehen gewesen.
Ständig wachsende Bedeutung bekam die Hafenanlage. Der parallel zu Rhein und Hochofenwerk bei Rheinkilometer 773,6 verlaufende Hafen hatte zunächst eine Länge von 600 m bei einer mittleren Breite von 60 m. Ankommende Schiffe entluden am westlichen Hafenufer, ausgehende wurden am östlichen beladen. Der Gesamtumschlag stieg von 880.000 t im Jahre 1905 auf 2.000.000 t im Jahre 1913/14. Das werkseigene Gleisnetz stieg in der gleichen Zeit auf 80 km Normal- und Schmalspur.
Während des Ersten Weltkriegs sank die Produktion der Hochöfen (von 94.000 t im Juli 1914 auf 49.000 t), vor allem wegen eines Mangels an Koks. Die Produktion an Eisenbahn-Oberbaumaterial wurde fast völlig eingestellt, ab 1917 aber wegen des kriegsbedingten Bedarfs wieder aufgenommen.
Während des Krieges wurden französische Kriegsgefangene im Werk als Zwangsarbeiter eingesetzt.

### Weimarer Republik und Nationalsozialismus
Nach dem Ersten Weltkrieg folgte eine Besatzung durch belgische Besatzungstruppen. Es wurde verboten, Gütertransporte über den Rhein vorzunehmen. Die Produktion war wegen Rohstoffmangels jahrelang erheblich eingeschränkt. Von Oktober 1923 bis Mitte Januar 1924 kam die Produktion infolge von Plünderungen als Folge der Ruhrbesetzung zum Stillstand. 1924 war das Jahr großer Streiks, im Januar eines zehntägigen Generalstreiks und im Mai eines Kohlenarbeiterstreiks. Nach der Währungsreform wurden bis September 1924 wieder sechs Hochöfen in Betrieb genommen. Ab 1929 kam es infolge der Weltwirtschaftskrise immer wieder zu massiven Produktionseinschränkungen. Bis Ende 1930 waren nur noch zwei Hochöfen in Betrieb, und es kam zu größere Entlassungen. 1931/32 wurde die Produktion auf zwölf Tage im Monat beschränkt.
Mit der Machtergreifung der Nationalsozialisten 1933 begann eine bisher nicht vorhandene Form der staatlichen Wirtschaftslenkung, von der auch das Rheinhauser Hüttenwerk betroffen war. Bis zum Beginn des Zweiten Weltkrieges stiegen die Produktionszahlen auf ein bisher nicht gekanntes Maß. Das Jahr 1936 brachte Produktionsrekorde. Im gleichen Jahr wurde mit der Errichtung von 28 Luftschutzräumen begonnen, die rund 6.300 Personen aufnehmen konnten. Zum 1. April 1941 wurde der Stahlbau verselbständigt (später Krupp Industrietechnik). Ab Sommer 1941 mehrten sich die Luftangriffe der Alliierten, wobei die Produktion aber nie völlig zum Erliegen kam. Erst gegen Ende des Zweiten Weltkrieges sank wegen zunehmender Fliegerschäden zusammen mit dem Mangel an Arbeitskräften die Produktion deutlich ab. Ende 1944 lag sie auf knapp zwei Prozent der Vorkriegsproduktion. Auch im Krupp’schen Hüttenwerk wurden viele Kriegsgefangene und Zwangsarbeiter eingesetzt.
Amerikanische Truppen besetzten das Werk am 5. März 1945. Bis zum 17. April 1945 lag die Produktion de facto still, da den Belegschaftsmitgliedern das Betreten des Werkes untersagt wurde, um die Gefahr von Sabotage einzugrenzen.

### Neubeginn ab 1945

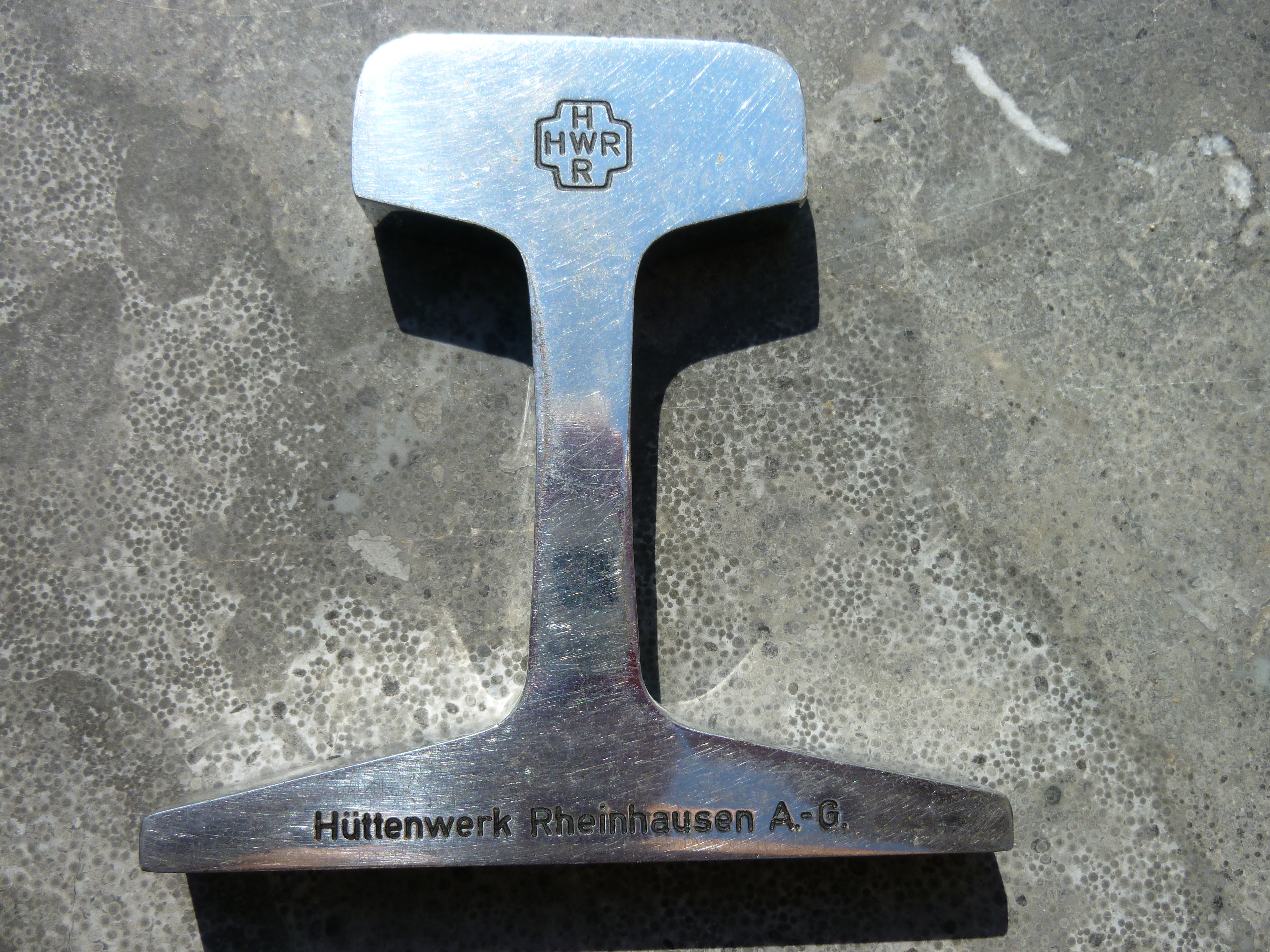
Querschnitt durch eine Eisenbahnschiene mit HWR-Logo, ca. 1950

Nachdem im September 1945 große Teile der Unternehmensführung durch die Alliierten wegen Kriegsverbrechen verhaftet worden waren, gestattete am 16. November 1945 die britische Militärregierung nach Beschlagnahme des gesamten Werkes die Wiederinbetriebnahme der Produktion; Oberstleutnant Bennie wurde als Controller eingesetzt. Unter alliierter Aufsicht begann die Produktion am 26. November 1945 mit dem Anblasen eines Hochofens. Im Rahmen der Entnazifizierungsmaßnahmen zwang die Militärregierung die Hüttenleitung im Frühjahr 1946, zahlreiche belastete Personen zu entlassen.
in einer betrieblichen Urabstimmung vom April 1947 sprachen sich von 4.318 Stimmberechtigten 3.359 Mitarbeiter (bei 387 Gegenstimmen und 158 ungültigen Stimmen) für die Sozialisierung des Hüttenwerkes aus, die aber von den Alliierten nicht gebilligt wurde.
Nach britischer Anordnung zur Entflechtung gab Krupp den Namen „Friedrich-Alfred-Hütte“ 1947 unfreiwillig auf, den das Werk seit seiner Umbenennung 1904 getragen hatte.
Am 29. September 1947 wurde das Rheinhauser Hüttenwerk aus dem Krupp-Konzern entflochten und danach von der Liste der Reparationen gestrichen. Am 1. Oktober 1947 erfolgte die Übernahme durch die „Hüttenwerk Rheinhausen AG“. Allerdings musste sie mit der Fa. Krupp einen Betriebsbenutzungsvertrag schließen.
Das Unternehmen fiel zunächst provisorisch, ab 1951 auch formal unter die neue Montan-Mitbestimmung der Arbeitnehmer. So wurde ein Vorstandsmitglied (Arbeitsdirektor) durch die Arbeitnehmerseite bestimmt, ebenso ein Teil der Aufsichtsratsmitglieder.
Das Werk gelangte bereits am Ende des Jahres 1950 wieder in die Gewinnzone. In großen Schritten kamen nun die systematische Modernisierung sowie der Neu- und Ausbau aller Anlagen voran. 1952 zog die Versuchsanstalt in einen großzügigen Neubau um. Am 18. Dezember 1953 feierte die Belegschaft die Einweihung der nach modernsten Kriterien eingerichteten Lehrwerkstatt. Die Schienenwege und das Straßennetz wurden erweitert, die Hafensohle tiefergelegt und das Hafenbecken wegen der stark steigenden Umschlagsmengen verbreitert und mit zusätzlichen Kränen ausgestattet.
Die am 31. August 1953 gegründete Dachgesellschaft „Hütten- und Bergwerke Rheinhausen AG“ fasste die Eisen- und Stahlerzeugung in Rheinhausen (11.836 Beschäftigte) und die damals noch nicht erschlossenen Gruben der Bergwerke Essen-Rossenray als Tochtergesellschaften zusammen. Die neue Gesellschaft, deren Aktien sich zu 100 % im Eigentum von Alfried Krupp von Bohlen und Halbach befanden, sollte auf Wunsch der Alliierten verkauft und die Firma Fried. Krupp in ein reines Unternehmen der Weiterverarbeitung umgewandelt werden.
Allerdings kam dieser Verkauf auf Grund der bis 1967 andauernden unternehmenspolitischen Taktik sowie nachhaltiger Interventionen der Bundesregierung und des Bundesverbandes der Deutschen Industrie (BDI) nie zustande. Am 10. Juni 1954 wurde das Hüttenwerk aus der Kontrolle der Siegermächte entlassen. Im Frühjahr 1959 übernahm die Dachgesellschaft „Hütten- und Bergwerke Rheinhausen AG“ 63,1 % der Aktien des Bochumer Vereins für Gußstahlfabrikation AG. 1965 wurde es mit dem Bochumer Verein zur Fried. Krupp Hüttenwerke AG mit Sitz in Bochum verschmolzen. Mit dem Tod des Eigentümers am 30. Juli 1967 und der Umwandlung des Konzerns in die Friedr. Krupp GmbH zum 2. Januar 1968 endete dieses Kapitel der Werkgeschichte. 1969 wurden die Zechen aus dem Konzern ausgegliedert, sie kamen zur Ruhrkohle AG.
In den Jahrzehnten nach der Wiederinbetriebnahme wurden diverse technische Neuerungen vorgenommen. Im Jahre 1960 wurden 2.228.062 Tonnen Rohstahl erzeugt. Krupp Rheinhausen, wie alle anderen deutschen Montanunternehmen, fügte sich den wirtschaftlichen Vorteilen der Größendegression (eine Großanlage produziert bei Vollauslastung billiger als mehrere kleinere Anlagen) und baute aus: 1971 Neubau der Stranggießanlage I, 1972 Neubau des Hochofens I, der Sinteranlage und des LD-Stahlwerkes I, 1973 Neubau des Großhochofens II, 1975 Neubau des LD-Stahlwerkes II – mit zwei 300-Tonnen-Konvertern, die einer monatlichen Tonnage von 350.000 entsprachen sowie der Stranggießanlage II.

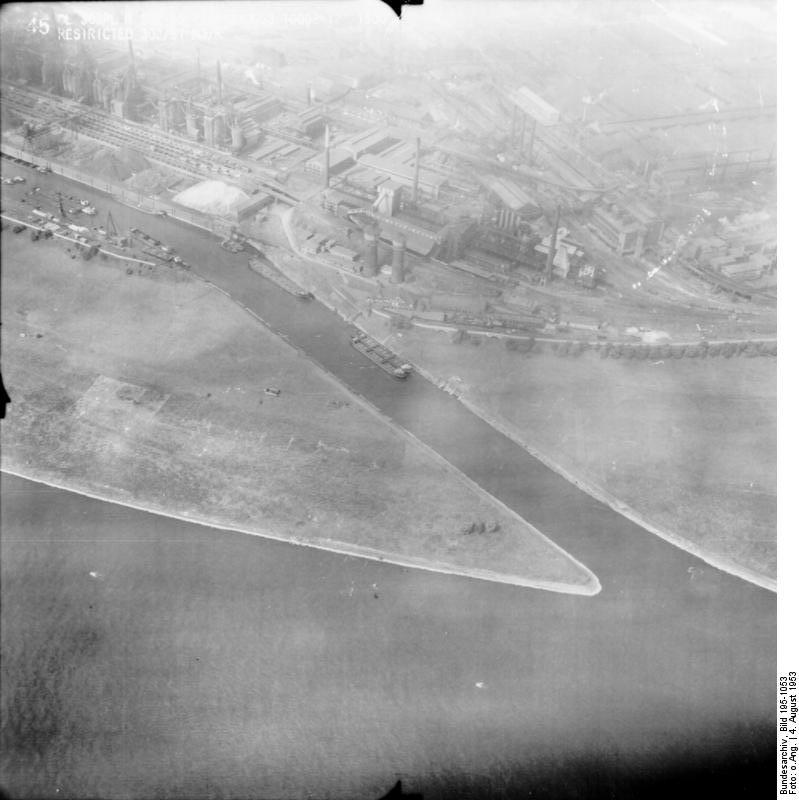
Luftbild des Hüttenwerkes mit Hafen, 1953
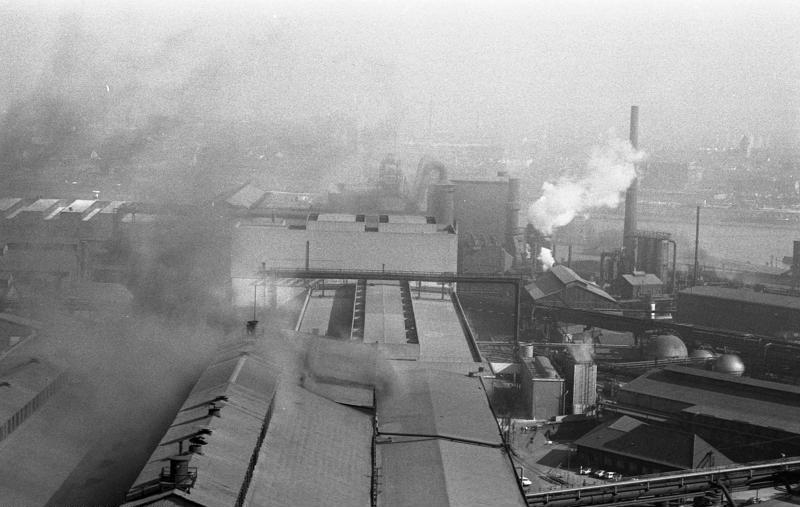
Blick vom Stahlwerk über den Rhein, 1976
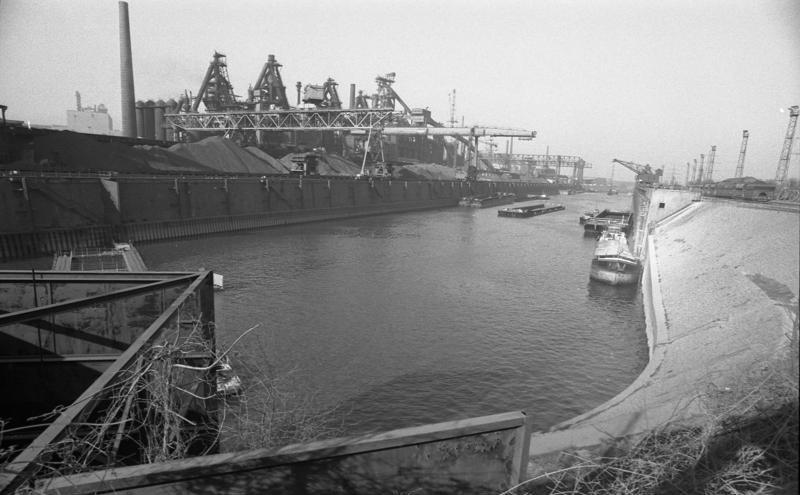
Hüttenwerk Rheinhausen im März 1976
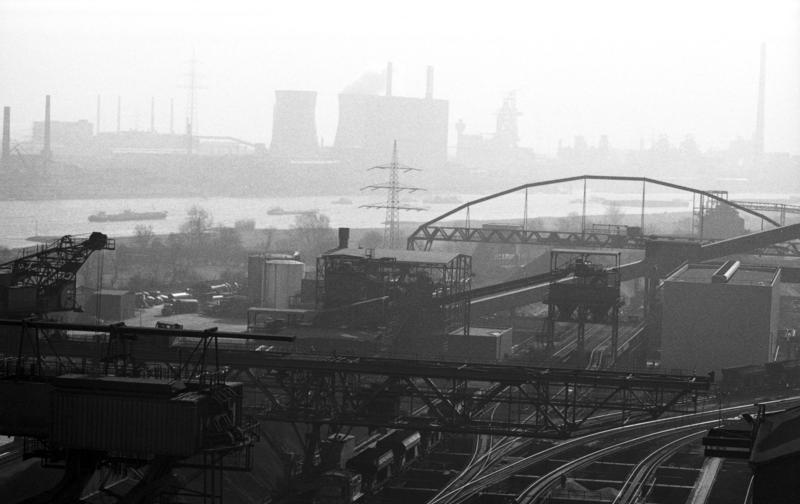
Hüttenwerk Rheinhausen im März 1976
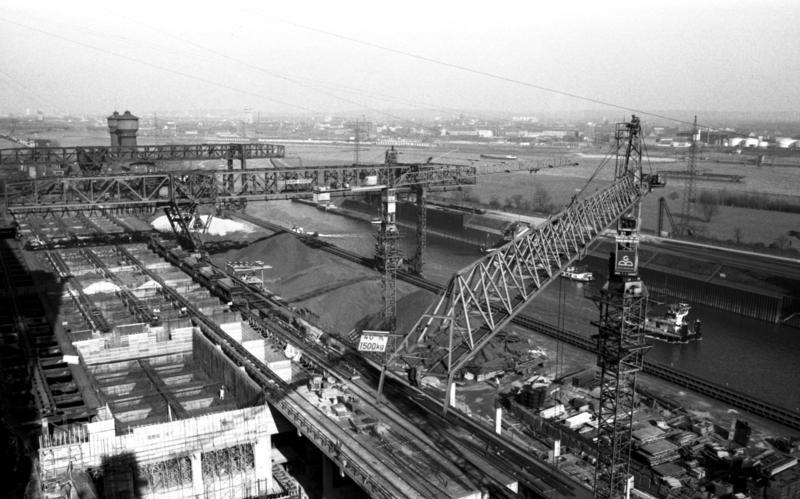
Hüttenwerk Rheinhausen im März 1976
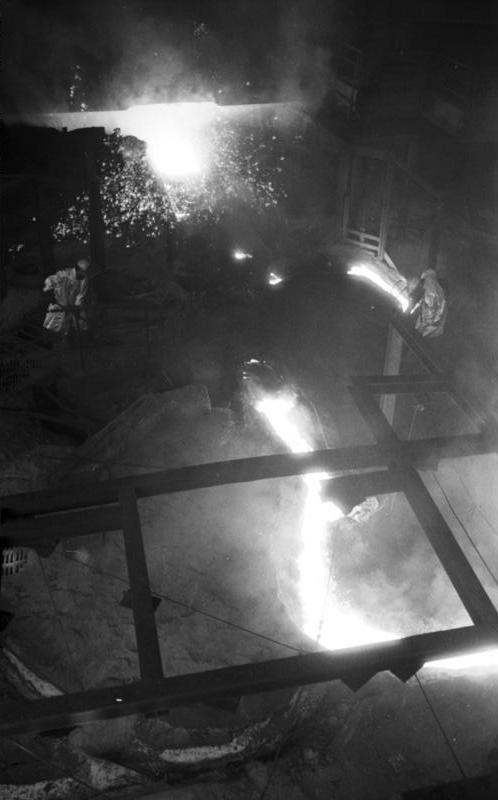
Hochofenabstich
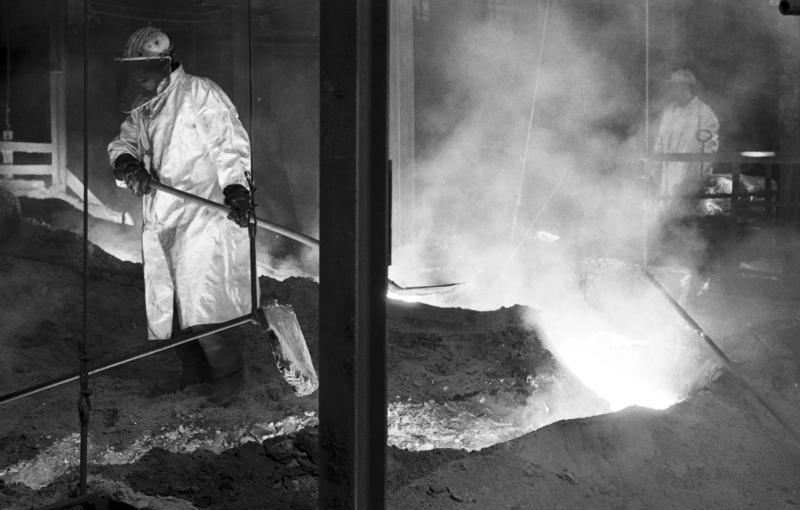
Hochofenabstich
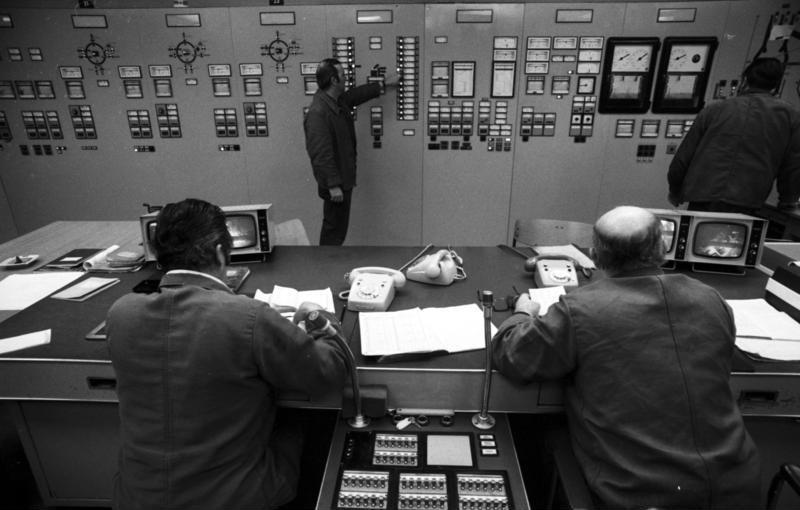
Hochofenleitstand

### Der Niedergang
Mit dem Niedergang von Kohle (Kohlekrise) und Stahl (Stahlkrise, siehe auch Montanindustrie) begann auch für Rheinhausen ein wirtschaftlicher Abstieg. Die beiden Rheinhauser Zechen namens Diergardt und Mevissen waren bereits in den Jahren 1967 und 1973 geschlossen worden. Entlassene Arbeitskräfte wurden meist von der Firma Krupp, die weiter expandierte, aufgenommen (noch 1965, während des Nachkriegsbooms, verhinderte der Krupp-Konzern die Ansiedlung eines Opelwerkes in Asterlagen aus Furcht vor Arbeitskräftemangel). Mitte der 1970er Jahre hatte jedoch auch eine Stahlkrise eingesetzt. Es kam zu Absatzschwierigkeiten; mehrere Werke in Deutschland mussten schließen.
Die Krupp Stahl AG entstand am 18. Juni 1980. Die Neugründung leitete die etappenweise Stilllegung einzelner Fertigungsbereiche und Betriebsteile in Rheinhausen ein. So wurde 1981 die Mittelstahlstraße für Profilstahl verkauft und das Drahtwalzwerk stillgelegt. In den 1980er Jahren machte das kruppsche Hüttenwerk dann bundesweit Schlagzeilen.
Am 3. Dezember 1982 gab der Vorstandsvorsitzende der Krupp Stahl AG, Alfons Gödde, die Schließung ihres Walzwerks in Duisburg-Rheinhausen bekannt. Knapp 5.000 Arbeiter sollten ihren Arbeitsplatz verlieren. Krupp begründete dies mit der mangelnden Konkurrenzfähigkeit der Walzstähle aus Rheinhausen am weltweiten, subventionierten Markt. Nach einem achtwöchigen Arbeitskampf musste Gödde die Pläne jedoch zurückziehen. Insgesamt waren in der Stahlbranche 200.000 Stellen bedroht. Noch mehr waren es im Bergbau.

### Das Ende ab 1987/1988
Durch die sich verschärfende Stahlkrise in den 80er Jahren waren die Hüttenwerke im Ruhrgebiet schlecht ausgelastet, litten unter einer internationalen Konkurrenz und benötigten auch hohe Investitionen, u. a. auch aufgrund der beginnenden Umweltauflagen. Die Firmen Krupp, Mannesmann und Thyssen, die alle drei in Duisburg Hüttenwerke betrieben, prüften in dieser Zeit eine Zusammenarbeit. Thyssen war selbst mit 25 % an der Mannesmannröhren-Werke AG, dem Betreiber des Huckinger Werks, beteiligt. Es ging letztlich darum, ein ganzes Hüttenwerk zu schließen, um das andere voll auslasten zu können. Schließlich vereinbarten Krupp und Mannesmann Ende 1987 die Zusammenführung ihrer beiden Duisburger Stahlstandorte in Rheinhausen und Hüttenheim auf dem Gelände des Mannesmann-Hüttenwerks in Duisburg-Hüttenheim. 1987 erhielt Rheinhausen durch den Widerstand gegen die Schließung des damals vorhandenen Stahlwerks große Medienpräsenz.
Noch im September 1987 wurde mit Gerhard Cromme ausgehandelt, die Anzahl der 6.500 Arbeitsplätze auf etwa 4.500 sozialverträglich zu reduzieren („Optimierungskonzept“). Das Werk sollte jedoch erhalten bleiben, weshalb die Rheinhauser Stahlkocher und Bürger zunächst aufatmeten.
Am 26. November 1987 wurde bekannt, dass die Krupp Stahl AG jedoch bis Ende 1988 plante, das gesamte Hüttenwerk zu schließen, über 6.500 Arbeitsplätze waren gefährdet. Nach einer viel beachteten Rede von Helmut Laakmann, dem Betriebsleiter des Werks, begann ein Arbeitskampf. In der aufgeheizten Stimmung wurde Cromme u. a. auch mit Eiern beworfen. In Rheinhausen besetzten am 10. Dezember 1987 Krupp-Arbeiter die Rheinbrücke nach Duisburg als Protest gegen die Pläne. Sie benannten die Brücke in Brücke der Solidarität um, ein Name, der später von der Stadt Duisburg offiziell übernommen wurde. Aus Protest wurden eine Auffahrt zur Bundesautobahn 40 blockiert und die Villa Hügel in Essen besetzt. Monatelange Mahnwachen begleiteten diese Auseinandersetzungen, z. B. versammelten sich an Heiligabend 1987 über 10.000 Menschen vor dem Tor I. Dabei wurde auch ein ökumenischer Gottesdienst gefeiert.
Der Konflikt endete am 3. Mai 1988 mit einem Pyrrhussieg der Belegschaft. Das Werk wurde zwar nicht geschlossen, doch der unter Vermittlung des damaligen nordrhein-westfälischen Ministerpräsidenten Johannes Rau gefundene Kompromiss („Düsseldorfer Vereinbarung“) verwies deutlich auf das nicht mehr abzuwendende Ende: Das Walzwerk und der Hochofen II (aus dem Jahre 1972) stellten den Betrieb ein. Thyssen übernahm die Schienenproduktion, das Hauptprodukt der Rheinhauser Hütte. Ein Teil der Stahlproduktion wurde auf die Mannesmann-Hütte in Duisburg-Huckingen verlagert. Heftig angeschlagen ging der Stadtteil in die 1990er Jahre.
1990 wurde schließlich die gemeinsame Gesellschaft Hüttenwerke Krupp Mannesmann gegründet, an der die Krupp Stahl AG und die Mannesmannröhren-Werke AG jeweils zu 50 % beteiligt waren. Gleichzeitig hatten die Düsseldorfer Vertragspartner vereinbart, ein Zentrum für Aus- und Weiterbildung in Rheinhausen einzurichten. Darüber hinaus verpflichteten sich die Konzernleitungen von Krupp und Mannesmann, rund 1.500 neue Arbeitsplätze am Standort zu schaffen.
Trotz aller Proteste endete am 15. August 1993 um 9:44 Uhr nach dem letzten Abstich im Stahlwerk LD II und der endgültigen Schließung der Kruppschen Hüttenwerke eine fast 100-jährige Industriegeschichte. Bis 1987 hatte die Hütte bereits fast 10.000 Arbeitsplätze abgebaut. Zum Zeitpunkt der endgültigen Werksschließung 1993 arbeiteten nur noch 2.252 Personen auf dem Gelände. Dass sie mit 2 Millionen Jahrestonnen Rohstahl fast genauso viel produzierten wie die 16.000 Stahlarbeiter des Jahres 1960, dokumentiert den ungeheuren Modernisierungsschub der vorausgegangenen drei Jahrzehnte.

### Nach der Schließung

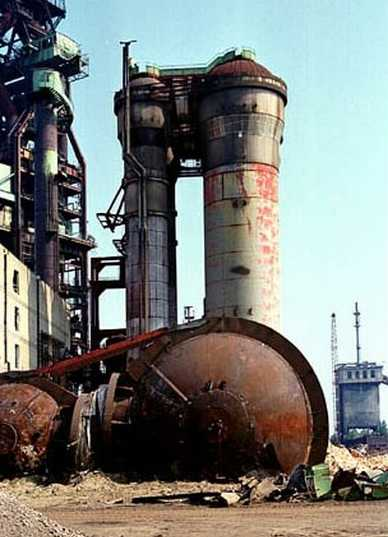
Krupp-Gelände im Abriss

Das Stahlwerk wurde als eines der letzten großen Gebäudekomplexe auf dem Krupp-Areal am 12. Februar 1999 gesprengt, die beiden letzten Hochöfen am 2. April und am 23. September 2000. Erhalten sind noch die Villen der ehemaligen leitenden Angestellten in Bliersheim und das Casino mit dem Charme der 1950er Jahre sowie das denkmalgeschützte Werktor 1. Das nicht denkmalgeschützte, am Werktor 1 gelegene stark verwahrloste und zeitweise in Privatbesitz befindliche Pförtnerhaus wurde am 19. November 2012 abgerissen.
Auf dem Gelände des ehemaligen Kruppstahlwerkes entstand mit 2300 Arbeitsplätzen ein Zentrum für Logistikunternehmen unter dem Namen Logport I, das zur Duisburger Hafen AG gehört. Containerterminals und große Parkplätze für per Schiff angelieferte Neufahrzeuge bestimmen nun das Bild des Geländes.
Am ehemaligen Werktor 1 stiftete die Duisburger Hafen AG im Herbst 2013 eine Gedenkstätte mit völlig neuer Gestaltung unter Einbeziehung des markanten Spannbeton-Tores. Auf einer Gedenktafel wird der Industriegeschichte Rheinhausens, des Arbeitskampfs und der Umwidmung in ein Logistikzentrum gedacht.

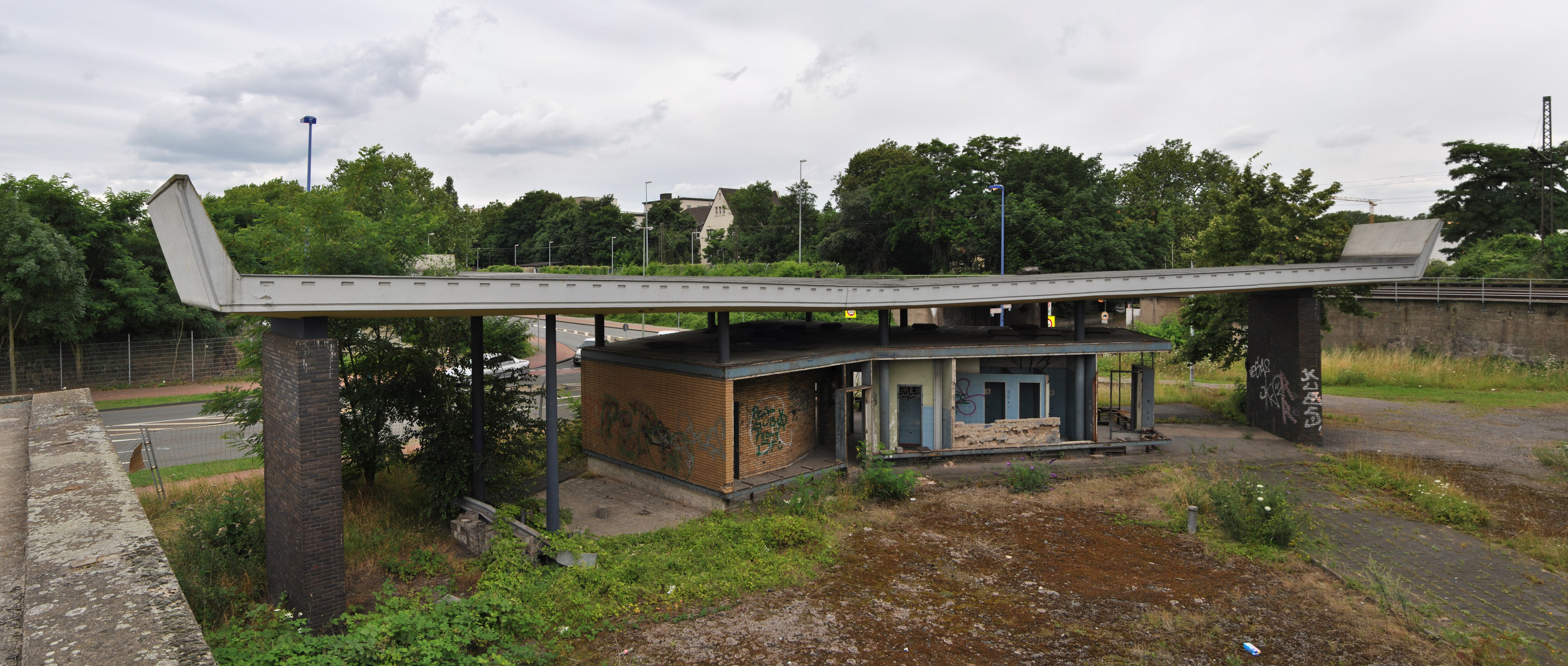
Das denkmalgeschützte Werktor 1, erbaut von Peter Neufert 1957–1958, ist heute das einzig erhaltene Zeugnis des Hüttenwerks. Das stark verwahrloste Pförtnerhaus wurde mittlerweile abgerissen.
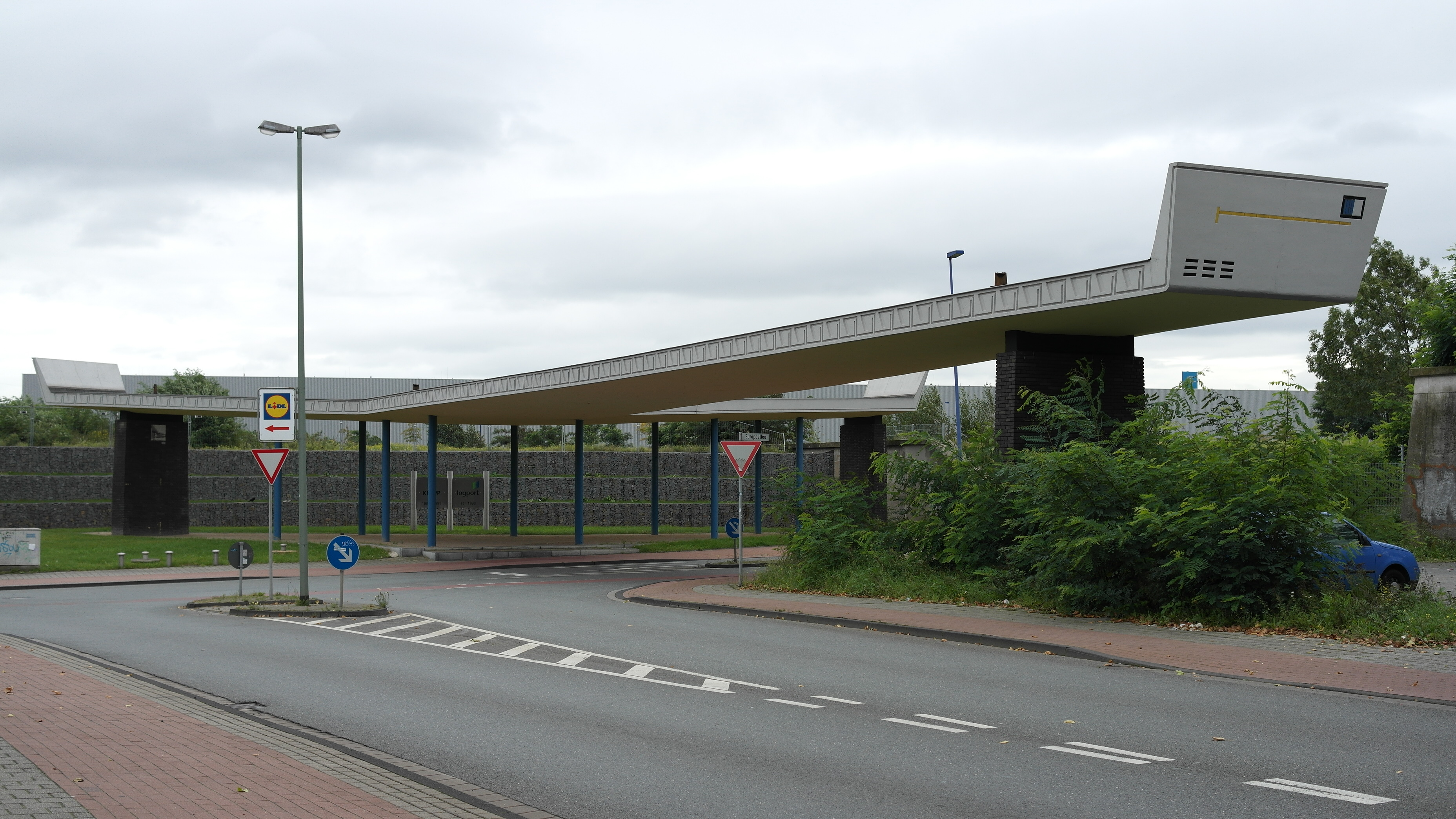
Renoviertes Werktor 1 (Sept. 2015)
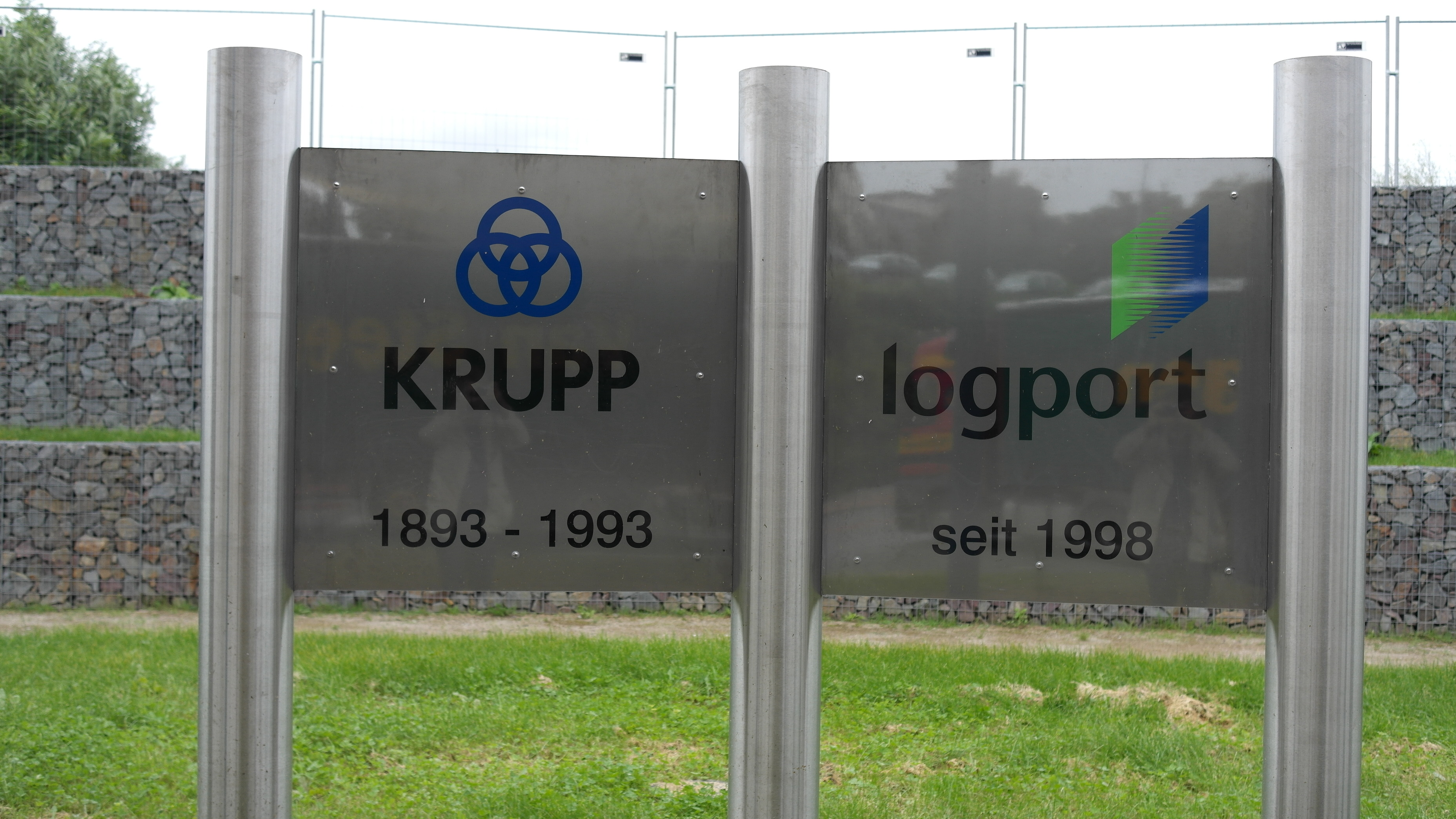
Neue Gedenktafel am Tor 1
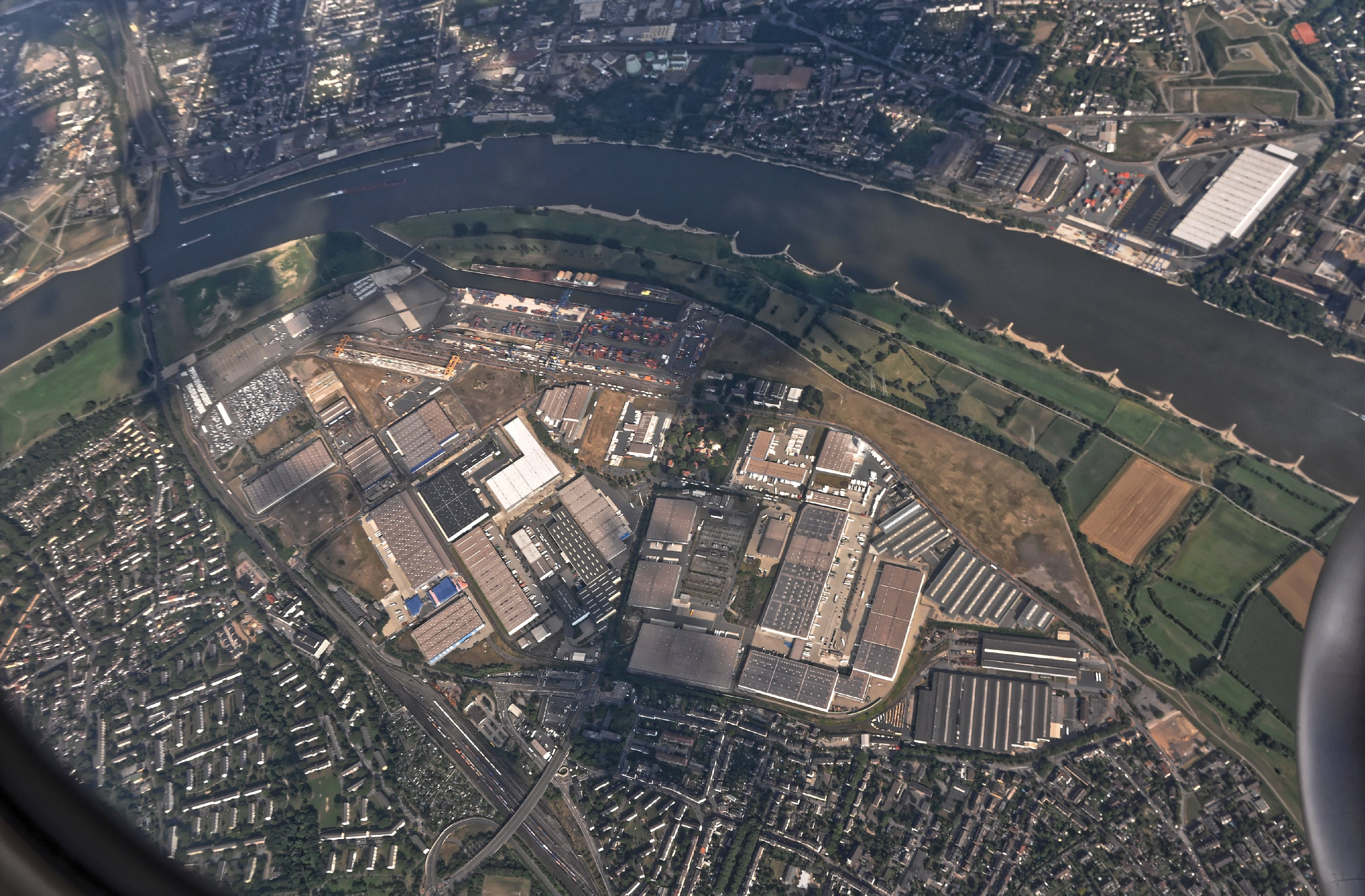
Luftbild des einstigen Werkgeländes, heute logport I
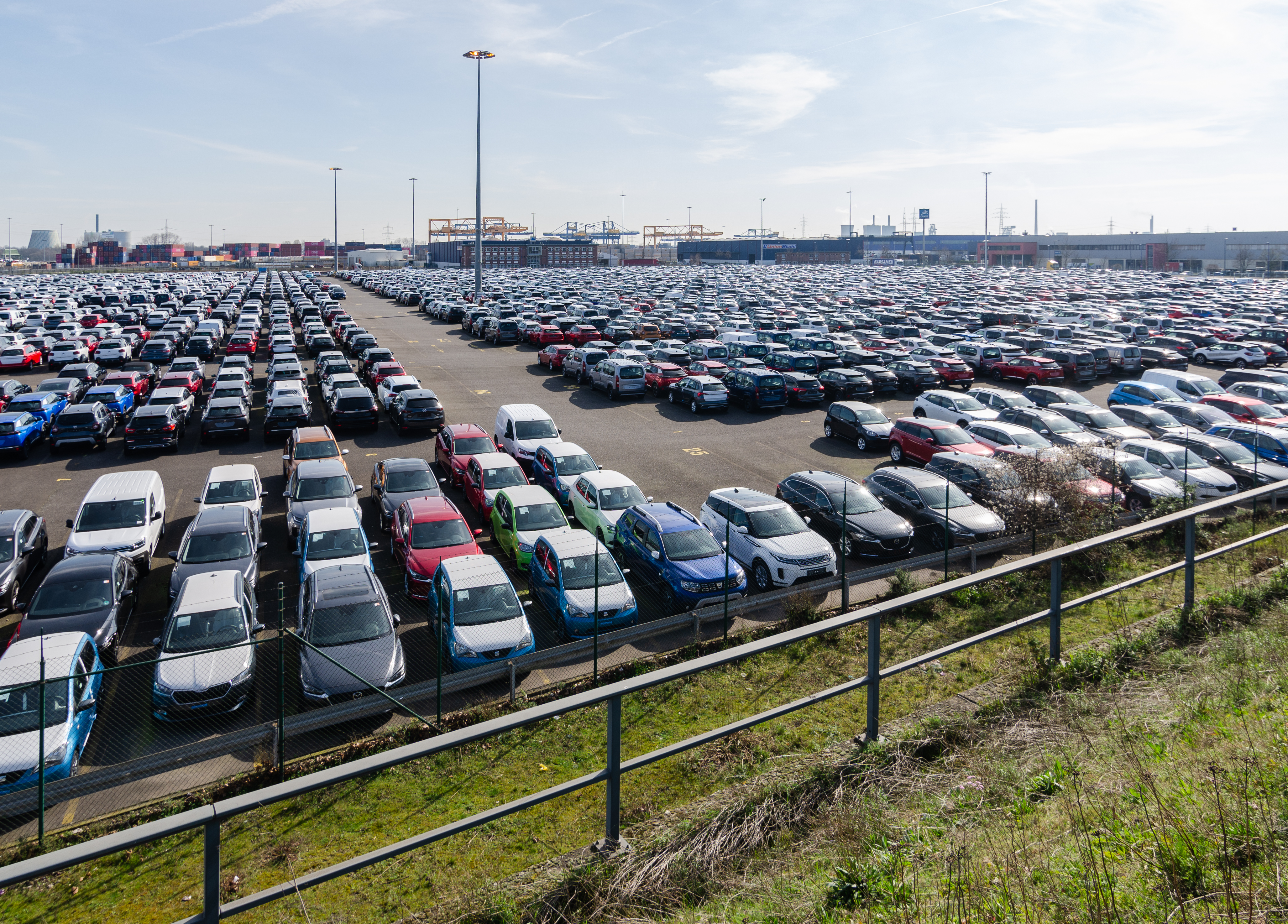
Autoterminal im logport I

## Auswirkungen auf die Kommunen und Bevölkerung
Mit der Ansiedlung der Firma Krupp Ende des 19. Jahrhunderts begann eine Zeit der wirtschaftlichen Blüte im Raum der Dörfer, die sich 1923 zur Landgemeinde Rheinhausen zusammenschlossen und heute ein Stadtbezirk Duisburgs sind. Allerdings begann auch die Zeit starker Umweltverschmutzung. Das ganze Dorf Bliersheim verschwand unter dem Werksgelände, das sich verkehrsgünstig gelegen direkt am linken Rheinufer gegenüber Duisburg befand und über einen eigenen Hafen verfügte.
Ende des 19. Jahrhunderts hatten die Dörfer etwa 5500 Einwohner, zu Beginn des Zweiten Weltkrieges zählte das 1934 zur Stadt erhobene Rheinhausen rund 46.000 Einwohner. Sie waren in mehreren großen Schüben vor allem aus dem oberschlesischen Bergbaugebiet hierhin gezogen, um in den Zechen Diergardt und Mevissen, vor allem aber im kruppschen Hüttenwerk, Arbeit zu finden. Nach dem Zweiten Weltkrieg betrug die Einwohnerzahl noch ca. 40.000. 1949 wurde der 50.000. Einwohner registriert.

## Das Werk
Bis zu 16.000 Menschen fanden in den 1960er Jahren bei Krupp Arbeit, viele von ihnen kamen aus der Stadt Duisburg und dem niederrheinischen Hinterland. Daher wird die Bahnlinie RB31 auf der Niederrheinstrecke, die von Kleve über Xanten, Rheinberg und Moers nach Rheinhausen führt, traditionell noch immer „Hippeland-Express“ genannt (offizielle Bezeichnung: Der Niederrheiner), denn damals transportierte diese Linie Industriearbeiter aus dem landwirtschaftlich geprägten Kreis Kleve mit seiner traditionellen Ziegenzucht zum Hüttenwerk.
Die Firma Krupp nahm dabei lange Zeit eine wichtige Rolle für die urbane Entwicklung Rheinhausens ein: Krupp ließ eine Mustersiedlung für Stahlarbeiter bauen (Margarethensiedlung), einen kleinen Haltepunkt am Werkstor I (Rheinhausen Ost) sowie ein Krankenhaus, das den Namen seiner Tochter Bertha trug. Auch schuf die Firma Krupp vor allem in der ersten Hälfte des 20. Jahrhunderts für ihre Beschäftigten zahlreiche soziale Einrichtungen. Von Konsumgeschäften, in denen zunächst nur Werksangehörige und ihre Familien einkaufen konnten, über einen Krupp-eigenen Kindergarten, eine Bücherei, das erwähnte Berthakrankenhaus, eine eigene Badeanstalt (am Kruppsee), Großwäschereien für die Familien der Beschäftigten bis hin zu Kuranlagen an Luftkurorten. Beschäftigte der Firma Krupp blieben dort oft ein Leben lang und vor allem die Söhne fingen auch dort an zu arbeiten, die Töchter heirateten die Söhne anderer Kruppianer. Die gewerkschaftliche Organisationsquote der Krupp-Beschäftigten in der IG Metall lag bei fast 100 Prozent.
Durch die Gewerbesteuereinnahmen von Krupp konnten in den 1960er und beginnenden 1970er Jahren durch die Stadtverwaltung viele soziale Einrichtungen, wie sechs Jugendzentren, fünf Altentagesstätten, 19 Kindergärten, Frei- und Hallenbäder eingerichtet werden, sowie eine international beachtete Sporthalle (Krefelder Straße) und eine große Veranstaltungshalle (Rheinhausenhalle). Es wurden bereits in den 1950er Jahren der Rheinuferpark und der Volkspark Rheinhausen gegründet (Rheinhausens grüne Lungen) und an sehr vielen Straßen wurden Alleebäume gepflanzt, die dem Stadtteil insbesondere ab den 1980er-Jahren ein parkartiges Aussehen verschafften. Allerdings sorgte der Einfluss der Firma Krupp auch dafür, dass sich keine Konkurrenzfirmen ansiedeln konnten, die auf das örtliche Arbeitskräftereservoir hätten zugreifen können. Dadurch war in dieser Stadt eine extreme Monostruktur gegeben.

### Allgemein
- Eintrag zu Krupp Stahlwerk Rheinhausen (Friedrich-Alfred-Hütte) in der Datenbank „KuLaDig“ des Landschaftsverbands Rheinland
- Freies Archiv der Hütten- und Bergwerke Rheinhausen
- Bericht über den Niedergang von Kohle und Stahl am Beispiel des Hüttenwerkes Rheinhausen
- Beschreibung aller Standorte auf dieser Themenroute als Teil der Route der Industriekultur
- SPIEGEL-Artikel vom 25. April 1988 über Krupp Rheinhausen
- SPIEGEL-Interview mit Gerhard Cromme vom 26. September 1988

### Fotos des Stahlwerks
- Fotos vom Krupp Stahlwerk Rheinhausen
- Sprengung der beiden Krupp-Hochöfen (youtube-Video)